# هيبر (كاليفورنيا)
هيبر (بالإنجليزية: Heber CDP, California)‏ هي منطقة سكنية تقع بولاية كاليفورنيا في الولايات المتحدة. تبلغ مساحتها 3.847 كم2، وترتفع عن سطح البحر -3 م، بلغ عدد سكانها 4,275 نسمة في عام 2010 حسب إحصاء مكتب تعداد الولايات المتحدة وتصل الكثافة السكانية فيها 1,111.3 نسمة لكل كيلومتر مربع (2,878.3/ميل2).

## التركيبة السكانية
حدّد مكتب تعداد الولايات المتحدة بيانات التركيبة السكانية لهيبر في تعداد الولايات المتحدة. في ما يلي، التركيبة السكانية حسب تعدادي 2000 و2010.

### تعداد عام 2000
بلغ عدد سكان هيبر 2,988 نسمة بحسب تعداد عام 2000، وبلغ عدد الأسر 729 أسرة وعدد العائلات 678 عائلة مقيمة في المنطقة السكنية. في حين سجلت الكثافة السكانية 776.7 نسمة لكل كيلومتر مربع (2,011.6/ميل2). وبلغ عدد الوحدات السكنية 756 وحدة بمتوسط كثافة قدره 196.5 لكل كيلومتر مربع (508.9/ميل2).
وتوزع التركيب العرقي للمنطقة السكنية بنسبة 34.34% من البيض و0.64% من الأمريكيين الأفارقة و0.60% من الأمريكيين الأصليين و0.27% من الأمريكيين ذوي الأصول الآسيوية و61.85% من الأعراق الأخرى و2.31% من عرقين مختلطين أو أكثر و97.52% من الهسبانيون أو اللاتينيون من أي عرق.
بلغ عدد الأسر 729 أسرة كانت نسبة 65.8% منها لديها أطفال تحت سن الثامنة عشر تعيش معهم، وبلغت نسبة الأزواج القاطنين مع بعضهم البعض 66.1% من أصل المجموع الكلي للأسر، ونسبة 19.9% من الأسر كان لديها معيلات من الإناث دون وجود شريك، بينما كانت نسبة 7% من الأسر لديها معيلون من الذكور دون وجود شريكة وكانت نسبة 7% من غير العائلات. تألفت نسبة 5.9% من أصل جميع الأسر من عدة أفراد يعيشون في نفس المنزل ونسبة 4% كانت تتألف من شخص يعيش بمفرده يبلغ من العمر 65 عاماً أو أكثر. وبلغ متوسط حجم الأسرة المعيشية 4.10، أما متوسط حجم العائلات فبلغ 4.24.
بلغ العمر الوسطي للسكان 29.3 عاماً. وكانت نسبة 34.8% من القاطنين تحت سن الثامنة عشر، وكانت نسبة 9.5% بين الثامنة عشر والرابعة والعشرين عاماً، ونسبة 29.4% كانت واقعةً في الفئة العمرية ما بين الخامسة والعشرين والرابعة والأربعين عاماً، ونسبة 17.3% كانت ما بين الخامسة والأربعين والرابعة والستين، ونسبة 8.9% كانت ضمن فئة الخامسة والستين عاماً فما فوق. يوجد لكل 100 أنثى 91.3 ذكر، ويوجد لكل 100 أنثى في الثامنة عشر من عمرها فما فوق 87.0 ذكر.
بلغ متوسط دخل الأسرة في المنطقة السكنية 28,221 دولارًا، أما متوسط دخل العائلة فبلغ 29,526 دولارًا. وكان متوسط دخل الذكور 23,056 دولارًا مقابل 19,231 دولارًا للإناث. وسجل دخل الفرد الخاص بالمنطقة السكنية 8,847 دولارًا. وكانت نسبة 21.6% من العائلات ونسبة 22.9% من السكان تحت خط الفقر، وكان من هؤلاء نسبة 28.9% تحت سن الثامنة عشر ونسبة 18.1% في الخامسة والستين من العمر وما فوق.

### تعداد عام 2010
بلغ عدد سكان هيبر 4,275 نسمة بحسب تعداد عام 2010، وبلغ عدد الأسر 1,094 أسرة وعدد العائلات 1,001 عائلة مقيمة في المنطقة السكنية. في حين سجلت الكثافة السكانية 1,111.3 نسمة لكل كيلومتر مربع (2,878.3/ميل2). وبلغ عدد الوحدات السكنية 1,192 وحدة بمتوسط كثافة قدره 309.9 لكل كيلومتر مربع (802.6/ميل2).
وتوزع التركيب العرقي للمنطقة السكنية بنسبة 50.85% من البيض و0.12% من الأمريكيين الأفارقة و0.77% من الأمريكيين الأصليين و0.35% من الأمريكيين ذوي الأصول الآسيوية و41.12% من الأعراق الأخرى و6.78% من عرقين مختلطين أو أكثر و98.18% من الهسبانيون أو اللاتينيون من أي عرق.
بلغ عدد الأسر 1,094 أسرة كانت نسبة 63.4% منها لديها أطفال تحت سن الثامنة عشر تعيش معهم، وبلغت نسبة الأزواج القاطنين مع بعضهم البعض 60.1% من أصل المجموع الكلي للأسر، ونسبة 25.5% من الأسر كان لديها معيلات من الإناث دون وجود شريك، بينما كانت نسبة 5.9% من الأسر لديها معيلون من الذكور دون وجود شريكة وكانت نسبة 8.5% من غير العائلات. تألفت نسبة 7% من أصل جميع الأسر من عدة أفراد يعيشون في نفس المنزل ونسبة 3.6% كانت تتألف من شخص يعيش بمفرده يبلغ من العمر 65 عاماً أو أكثر. وبلغ متوسط حجم الأسرة المعيشية 3.91، أما متوسط حجم العائلات فبلغ 4.09.
بلغ العمر الوسطي للسكان 28.7 عاماً. وكانت نسبة 34% من القاطنين تحت سن الثامنة عشر، وكانت نسبة 10.6% بين الثامنة عشر والرابعة والعشرين عاماً، ونسبة 26.1% كانت واقعةً في الفئة العمرية ما بين الخامسة والعشرين والرابعة والأربعين عاماً، ونسبة 19.4% كانت ما بين الخامسة والأربعين والرابعة والستين، ونسبة 9.9% كانت ضمن فئة الخامسة والستين عاماً فما فوق. وتوزع التركيب الجنسي للسكان بنسبة 47.3% ذكور و52.7% إناث.